# Dan Olaru
Dan Olaru (Chisinau, 11 november 1996) is een Moldavisch boogschutter.

## Carrière
Olaru nam in 2012 deel aan de Olympische Spelen en won zijn eerste twee wedstrijden tegen Jake Kaminski en Simon Terry maar verloor in de derde ronde van de Zuid-Koreaan Kim Bub-min. Hij won daarnaast een aantal medailles op wereldkampioenschappen, Europese kampioenschappen en de World Cup.
Hij nam in 2021 deel aan de Olympische Spelen 2020 waar hij in de eerste ronde werd uitgeschakeld door Crispin Duenas.

## Erelijst

### Wereldkampioenschap
- 2017:  Vittel (indoor, individueel)

### Europees kampioenschap
- 2016:  Nottingham (gemengd)
- 2018:  Legnica (individueel)

### World Cup
- 2019:  Berlijn (gemengd)